# Sýkoreček
Sýkoreček je poslední pravostranný a celkově největší přítok Kopřivničky, do které se vlévá na okraji Příboru. Délka toku činí 4,7 km. Plocha povodí měří 4,3 km².

## Průběh toku
Potok pramení v průmyslovém parku na okraji Kopřivnice. Teče převážně severním až severozápadním směrem, protéká místní částí Lubina. Většina potoka je regulovaná splavy a umělými koryty.

### Větší přítoky
Potok nemá žádné významnější přítoky.

## Vodní režim
Průměrný průtok potoka je obohacen o vody z ČOV Tatra. Stoletá voda u ústí dosahuje 28 m³/s.